# FC Samartex 1996
Der Football Club Samartex 1996 ist ein 1996 gegründeter Fußballverein aus der ghanaischen Stadt Tarkwa. Aktuell spielt der Verein in der ersten Liga des Landes, der Premier League.

## Erfolge
- Ghana Premier League: 2023/24
- Division One League – Zone II: 2021/22  ▲

## Stadion
Der Verein trägt seine Heimspiele im Samartex Park in Tarkwa aus. Das Stadion hat ein Fassungsvermögen von 7000 Personen.

## Trainerchronik
| Trainer          | Nation | von              | bis              |
| ---------------- | ------ | ---------------- | ---------------- |
| Kobina Amissah   | Ghana  | 24. August 2021  | 13. Oktober 2021 |
| Henry Wellington | Ghana  | 13. Oktober 2021 | 31. Juli 2022    |
| Annor Walker     | Ghana  | 6. August 2022   | 30. Juni 2023    |
| Nurudeen Amadu   | Ghana  | 18. Juli 2023    |                  |